# Georgi Parvanov
Georgi Sedefchov Parvanov, em búlgaro Георги Седефчов Първанов) GColIH (Sirishtnik, 28 de junho de 1957) é um político búlgaro, presidente de seu país de 2002 a 2012.
A 7 de Outubro de 2002 recebeu o Grande-Colar da Ordem do Infante D. Henrique de Portugal.

## Vida
Georgi Parvanow vem de uma pequena família de agricultores e estudou história na Universidade de Sofia. Depois de receber o doutorado em 1988, trabalhou no Instituto Histórico do Partido Comunista Búlgaro (BKP, desde 1990 Partido Socialista Búlgaro - BSP), ao qual ingressou em 1981, e para a Agência Comunista de Segurança do Estado da Bulgária. Em 1994, ele entrou para o parlamento e tornou-se vice-presidente e, finalmente, presidente do BSP em 1996 (até 2001).

### Presidente
Em 18 de novembro de 2001, Parvanov conseguiu vencer o segundo turno da eleição para presidente da Bulgária contra o oficial titular Petar Stoyanov. Ele tomou posse como presidente em janeiro de 2002. Como seu antecessor, ele foi capaz de se fazer ouvir principalmente por meio de questões de política externa e se tornou o político búlgaro mais popular. Enquanto o então ministro das Relações Exteriores da Bulgária, Solomon Pasi, apoiava a coalizão liderada pelos Estados Unidos na preparação para a guerra do Iraque, Parvanov alertou sobre as possíveis consequências para a iminente adesão do país à UE.
Em sua reeleição em outubro de 2006. Ele foi inicialmente seu partido a partir do sucesso eleitoral nas eleições parlamentares de lucro de 2005. Em 29 de outubro de 2006, ele foi confirmado no cargo em um segundo turno com uma maioria clara. Pela primeira vez em 16 anos, um estadista foi reeleito na Bulgária.
Em 24 de julho de 2007, Parvanov perdoou as cinco enfermeiras condenadas no chamado julgamento do HIV na Líbia e extraditadas para a Bulgária, Kristijana Waltschewa, Nasja Nenova, Walentina Siropulo, Valya Chervenyashka e Sneschana Dimitrova, e o médico palestino Ashraf al-Hajuj, que está a trabalhar desde Junho de 2007 e é cidadão búlgaro à chegada a Sófia.
Em 11 de novembro de 2011, Parvanov anunciou que retornaria à política partidária após o término de seu mandato como presidente.

### Escândalos
Suas presidências são marcadas por vários escândalos. Em 2007, descobriu-se que ele havia trabalhado para a Agência de Segurança do Estado da Bulgária, DS, sob o nome de Goze, até 1990.
Em fevereiro de 2009, ele pediu ao novo patriarca russo Kyrill I que interviesse nos interesses e na fragmentação interna da Igreja Ortodoxa Búlgara. Ao fazer isso, ele violou a constituição búlgara, que exorta o Estado à neutralidade religiosa e à paridade. Este pedido seguiu-se a uma decisão do Tribunal Europeu dos Direitos Humanos em Estrasburgo, que pediu ao Estado búlgaro que resolvesse o problema com o registo do "sínodo alternativo" dentro de três meses. De volta à Bulgária, Parvanov disse que as decisões do tribunal de Estrasburgo não se aplicavam ao Estado búlgaro.

Em dezembro de 2010, uma investigação revelou que quase metade dos embaixadores e cônsules búlgaros após a queda do Muro eram membros da notória Segurança do Estado Comunista (DS). Entre eles estão atualmente 13 embaixadores búlgaros em países da UE, como Alemanha, Grã-Bretanha e Espanha. Georgi Parvanov, que também é um ex-funcionário do DS, recusou as exigências do primeiro-ministro búlgaro Borisov e do ministro das Relações Exteriores Mladenov para retirá-los. Ele é responsável pela nomeação dos embaixadores búlgaros e 97 dos 127 embaixadores que ele nomeou eram funcionários da Segurança do Estado.